# RapeLay
RapeLay – kontrowersyjna erotyczna gra komputerowa wydana 21 kwietnia 2006 przez japońską firmę Illusion Soft.

## Rozgrywka
Celem gry jest molestowanie seksualne trzech przedstawicielek płci żeńskiej: dziewczynki w wieku szkolnym, jej starszej siostry oraz matki. W tym celu gracz ma dostępny cały arsenał rozmaitych metod i technik. Kobiety jednak nie stawiają oprawcy większego oporu, nie próbują też uciec, ani nie wołają o pomoc. Jedyną ich reakcją jest płacz.
Gra zawiera dwa zakończenia, choć w obydwu główny bohater ginie. W pierwszym zakończeniu postać sterowana przez gracza zapładnia jedną z kobiet, choć może ją przekonać do usunięcia ciąży (co powoduje, że rozgrywka toczy się dalej). W przypadku niepowodzenia bohater wkrótce rzuca się pod pociąg metra, popełniając tym samym samobójstwo. W drugim zakończeniu jedna z ofiar rani śmiertelnie nożem swojego oprawcę.
Sterowanie odbywa się za pomocą myszki. Grafika zawiera wiele szczegółów anatomicznych i fizjologicznych występujących w niej postaci.

## Odbiór gry
RapeLay została określona jako „symulator gwałtu”, przez co wzbudziła kontrowersje w wielu środowiskach, wywołując liczne protesty wśród kobiet. Gra została wydana tylko na terenie Japonii. Próby dystrybuowania jej za pośrednictwem osób trzecich poprzez platformy takie jak eBay czy Amazon zakończyły się zablokowaniem sprzedaży przez administratorów tych serwisów.